# Turecká hudba

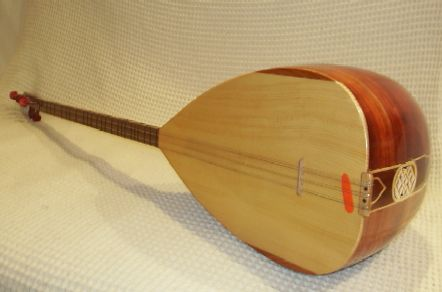
Turecká bağlama

Současná turecká hudba zahrnuje různé prvky sahající od starověké byzantské hudby, přes arabskou a perskou klasickou hudbu, balkánskou hudbu, hudbu blízkého východu až k evropské a americké populární hudbě.
Kořeny tradiční turecké hudby sahají do doby, kdy seldžukové v 11. století kolonizovali Anatolii a Persii.